# اتحاد ميانمار لكرة القدم
تأسس الاتحاد الميانماري لكرة القدم في عام 1947م وانضم إلى الاتحاد الدولي لكرة القدم في 1957م وانضم إلى الاتحاد الآسيوي لكرة القدم في 1954م.